# Piper subgrande
Piper subgrande är en pepparväxtart som beskrevs av Henry Nicholas Ridley. Piper subgrande ingår i släktet Piper och familjen pepparväxter. Inga underarter finns listade i Catalogue of Life.